# Équipe d'Italie olympique de football
Maillots
L'équipe d'Italie olympique de football  représente l'Italie dans les compétitions de football espoirs comme les Jeux olympiques d'été, où sont conviés les joueurs de moins de 23 ans.

## Palmarès
| Jeux olympiques (1)                                                               |
| --------------------------------------------------------------------------------- |
| - Vainqueur en 1936 - Troisième en 1928 et 2004 - Quatrième en 1960, 1984 et 1988 |

## Parcours lors des Jeux olympiques
Depuis les Jeux olympiques d'été de 1992, le tournoi est joué par des joueurs de moins de 23 ans .
| Football aux Jeux olympiques | Football aux Jeux olympiques | Football aux Jeux olympiques | Football aux Jeux olympiques | Football aux Jeux olympiques | Football aux Jeux olympiques | Football aux Jeux olympiques | Football aux Jeux olympiques | Football aux Jeux olympiques |
| Année                        | Tour                         | Classement                   | J                            | G                            | N                            | P                            | Bp                           | Bc                           |
| ---------------------------- | ---------------------------- | ---------------------------- | ---------------------------- | ---------------------------- | ---------------------------- | ---------------------------- | ---------------------------- | ---------------------------- |
| 1896                         | Pas de Tournoi               | -                            | -                            | -                            | -                            | -                            | -                            | -                            |
| 1900                         | Non participant              | -                            | -                            | -                            | -                            | -                            | -                            | -                            |
| 1904                         | Non participant              | -                            | -                            | -                            | -                            | -                            | -                            | -                            |
| 1908                         | Non participant              | -                            | -                            | -                            | -                            | -                            | -                            | -                            |
| 1912                         | 1er tour                     | 10                           | 1                            | 0                            | 0                            | 1                            | 2                            | 3                            |
| 1920                         | Quart de finale              | 6                            | 2                            | 1                            | 0                            | 1                            | 3                            | 4                            |
| 1924                         | Quart de finale              | 6                            | 3                            | 2                            | 0                            | 1                            | 4                            | 2                            |
| 1928                         | Demi-finale                  | 3                            | 5                            | 3                            | 1                            | 1                            | 25                           | 11                           |
| 1932                         | Pas de Tournoi               | -                            | -                            | -                            | -                            | -                            | -                            | -                            |
| 1936                         | Vainqueur                    | 1                            | 4                            | 4                            | 0                            | 0                            | 13                           | 2                            |
| 1948                         | Quart de finale              | 6                            | 2                            | 1                            | 0                            | 1                            | 12                           | 5                            |
| 1952                         | 1er tour                     | 16                           | 2                            | 1                            | 0                            | 1                            | 8                            | 3                            |
| 1956                         | Non participant              | -                            | -                            | -                            | -                            | -                            | -                            | -                            |
| 1960                         | Demi-finale                  | 4                            | 5                            | 2                            | 1                            | 2                            | 11                           | 7                            |
| 1964                         | Forfait                      | -                            | -                            | -                            | -                            | -                            | -                            | -                            |
| 1968                         | Non participant              | -                            | -                            | -                            | -                            | -                            | -                            | -                            |
| 1972                         | Non qualifiée                | -                            | -                            | -                            | -                            | -                            | -                            | -                            |
| 1976                         | Non participant              | -                            | -                            | -                            | -                            | -                            | -                            | -                            |
| 1980                         | Non qualifiée                | -                            | -                            | -                            | -                            | -                            | -                            | -                            |
| 1984                         | Demi-finale                  | 4                            | 5                            | 2                            | 0                            | 3                            | 4                            | 5                            |
| 1988                         | Demi-finale                  | 4                            | 6                            | 3                            | 0                            | 3                            | 11                           | 13                           |
| 1992                         | Quart de finale              | 7                            | 4                            | 2                            | 0                            | 2                            | 3                            | 5                            |
| 1996                         | 1er tour                     | 12                           | 3                            | 1                            | 0                            | 2                            | 4                            | 5                            |
| 2000                         | Quart de finale              | 7                            | 4                            | 2                            | 1                            | 1                            | 5                            | 3                            |
| 2004                         | Demi-finale                  | 3                            | 6                            | 3                            | 1                            | 2                            | 7                            | 8                            |
| 2008                         | Quart de finale              | 6                            | 4                            | 2                            | 1                            | 1                            | 8                            | 3                            |
| 2012                         | Non qualifiée                | -                            | -                            | -                            | -                            | -                            | -                            | -                            |
| 2016                         | Non qualifiée                | -                            | -                            | -                            | -                            | -                            | -                            | -                            |
| 2020                         | Non qualifiée                | -                            | -                            | -                            | -                            | -                            | -                            | -                            |
| 2024                         | À venir                      | -                            | -                            | -                            | -                            | -                            | -                            | -                            |
| 2028                         | À venir                      | -                            | -                            | -                            | -                            | -                            | -                            | -                            |
| 2032                         | À venir                      | -                            | -                            | -                            | -                            | -                            | -                            | -                            |
| Total                        | 15/25                        | 3 médailles                  | 56                           | 29                           | 5                            | 22                           | 120                          | 79                           |

## Effectif 2008
| #          | Nom                  | Club            | Âge      | Joués    | But inscrit | Averti   | Carton jaune · Carton jaune · Carton rouge | Carton rouge |
| Gardiens   | Gardiens             | Gardiens        | Gardiens | Gardiens | Gardiens    | Gardiens | Gardiens                                   | Gardiens     |
| ---------- | -------------------- | --------------- | -------- | -------- | ----------- | -------- | ------------------------------------------ | ------------ |
| 1          | Emiliano Viviano     | Brescia Calcio  | 22       | 0        | 0           | 0        | 0                                          | 0            |
| 12         | Andrea Consigli      | Atalanta BC     | 21       | 0        | 0           | 0        | 0                                          | 0            |
| Défenseurs |                      |                 |          |          |             |          |                                            |              |
| 2          | Marco Motta          | Udinese Calcio  | 22       | 0        | 0           | 0        | 0                                          | 0            |
| 3          | Paolo De Ceglie      | Juventus        | 21       | 0        | 0           | 0        | 0                                          | 0            |
| 5          | Andrea Coda          | Udinese Calcio  | 23       | 0        | 0           | 0        | 0                                          | 0            |
| 6          | Domenico Criscito    | Genoa CFC       | 21       | 0        | 0           | 0        | 0                                          | 0            |
| 13         | Salvatore Bocchetti  | Genoa CFC       | 21       | 0        | 0           | 0        | 0                                          | 0            |
| 14         | Lorenzo De Silvestri | SS Lazio        | 20       | 0        | 0           | 0        | 0                                          | 0            |
| Milieux    |                      |                 |          |          |             |          |                                            |              |
| 4          | Antonio Nocerino     | US Palerme      | 23       | 0        | 0           | 0        | 0                                          | 0            |
| 7          | Riccardo Montolivo   | ACF Fiorentina  | 23       | 0        | 0           | 0        | 0                                          | 0            |
| 8          | Luca Cigarini        | Parme FC        | 22       | 0        | 0           | 0        | 0                                          | 0            |
| 15         | Claudio Marchisio    | Juventus        | 22       | 0        | 0           | 0        | 0                                          | 0            |
| 16         | Daniele Dessena      | Parme FC        | 21       | 0        | 0           | 0        | 0                                          | 0            |
| 17         | Ignazio Abate        | AC Milan        | 21       | 0        | 0           | 0        | 0                                          | 0            |
| Attaquants |                      |                 |          |          |             |          |                                            |              |
| 9          | Robert Acquafresca   | Cagliari Calcio | 20       | 0        | 0           | 0        | 0                                          | 0            |
| 10         | Sebastian Giovinco   | Juventus        | 21       | 0        | 0           | 0        | 0                                          | 0            |
| 11         | Giuseppe Rossi       | Villarreal CF   | 21       | 0        | 0           | 0        | 0                                          | 0            |
| 18         | Tommaso Rocchi*      | SS Lazio        | 30       | 0        | 0           | 0        | 0                                          | 0            |
| Entraîneur |                      |                 |          |          |             |          |                                            |              |
|            | Pierluigi Casiraghi  |                 | 39 ans   |          |             |          |                                            |              |